# Педро Ібарра
Педро Ібарра (ісп. Pedro Ibarra; нар. 11 вересня 1985) — аргентинський хокеїст на траві, олімпійський чемпіон 2016 року.

## Виступи на Олімпіадах
| Олімпіада           | Дисципліна     | Місце |
| ------------------- | -------------- | ----- |
| Лондон 2012         | хокей на траві | 10    |
| Ріо-де-Жанейро 2016 | хокей на траві | 1     |